# Guarea corrugata
Guarea corrugata är en tvåhjärtbladig växtart som beskrevs av José Cuatrecasas. Guarea corrugata ingår i släktet Guarea och familjen Meliaceae. Inga underarter finns listade i Catalogue of Life.